# Bjambasürengijn Mönchnar
Bjambasürengijn Mönchnar (mong. Бямбасүрэнгийн Мөнхнар; ur. 1999) – mongolska zapaśniczka walcząca w stylu wolnym. 
Brązowa medalistka mistrzostw Azji w 2025 i piąta w 2020. Złota medalistka MŚ wojskowych w 2023 i srebrna w 2024. Trzecia na MŚ kadetów w 2014 roku.